# Friedrich Lenz (Sänger)
Friedrich Lenz (* 7. Dezember 1926 in Biersdorf; † 12. Februar 2015) war ein deutscher Opernsänger in der Stimmlage Tenor.

## Leben
Friedrich Lenz geriet im Zweiten Weltkrieg in sowjetische Kriegsgefangenschaft. Im Gefangenenlager bekam Lenz von einem Bruder des Tenors Rudolf Schock ersten Gesangsunterricht. Schließlich durfte er das Konservatorium in Riga besuchen und in Aufführungen an der Oper Riga mitwirken. Nach seiner Rückkehr aus der Kriegsgefangenschaft studierte er bei dem Gesangspädagogen Clemens Klettenberg in Köln. 1951 sang er im Bayreuther Festspielchor. 1953 hatte er sein Debüt als Tenor-Buffo und lyrischer Tenor am Opernhaus Düsseldorf, dem er bis 1955 angehörte. Von 1955 bis 1957 war er in Wuppertal engagiert,  1957 wurde er an die Bayerische Staatsoper berufen. 
Friedrich Lenz wurde in München zu einer der Stützen des Ensembles, der sich in vielen Partien und hunderten von Aufführungen mit seiner lyrischen Tenorstimme, seiner Darstellungskunst und seinem Spielwitz bewährte. Noch im fortgeschrittenen Alter feierte der „Friedl“, wie ihn die Münchner liebevoll nannten, Erfolge als jung gebliebener David in Wagners „Meistersingern“. Lenz hatte auch bedeutende Erfolge als Oratoriensänger. Auf Grund seiner Verdienste an der Bayerischen Staatsoper wurde Friedrich Lenz zum Kammersänger ernannt. In Tonaufnahmen bei Electrola und Ariola ist seine Stimme umfangreich dokumentiert.